# 芦苇莺

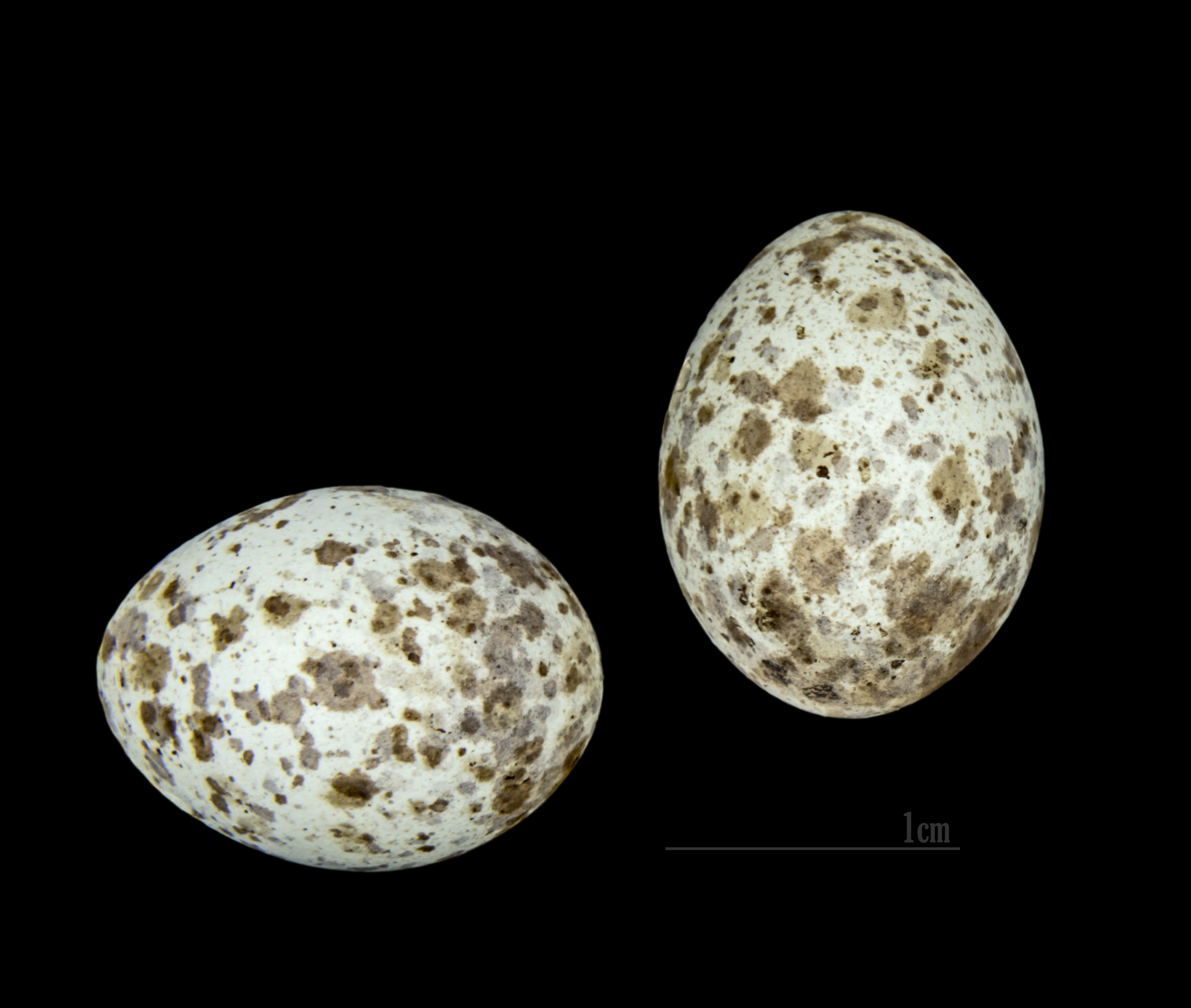
Acrocephalus arundinaceus

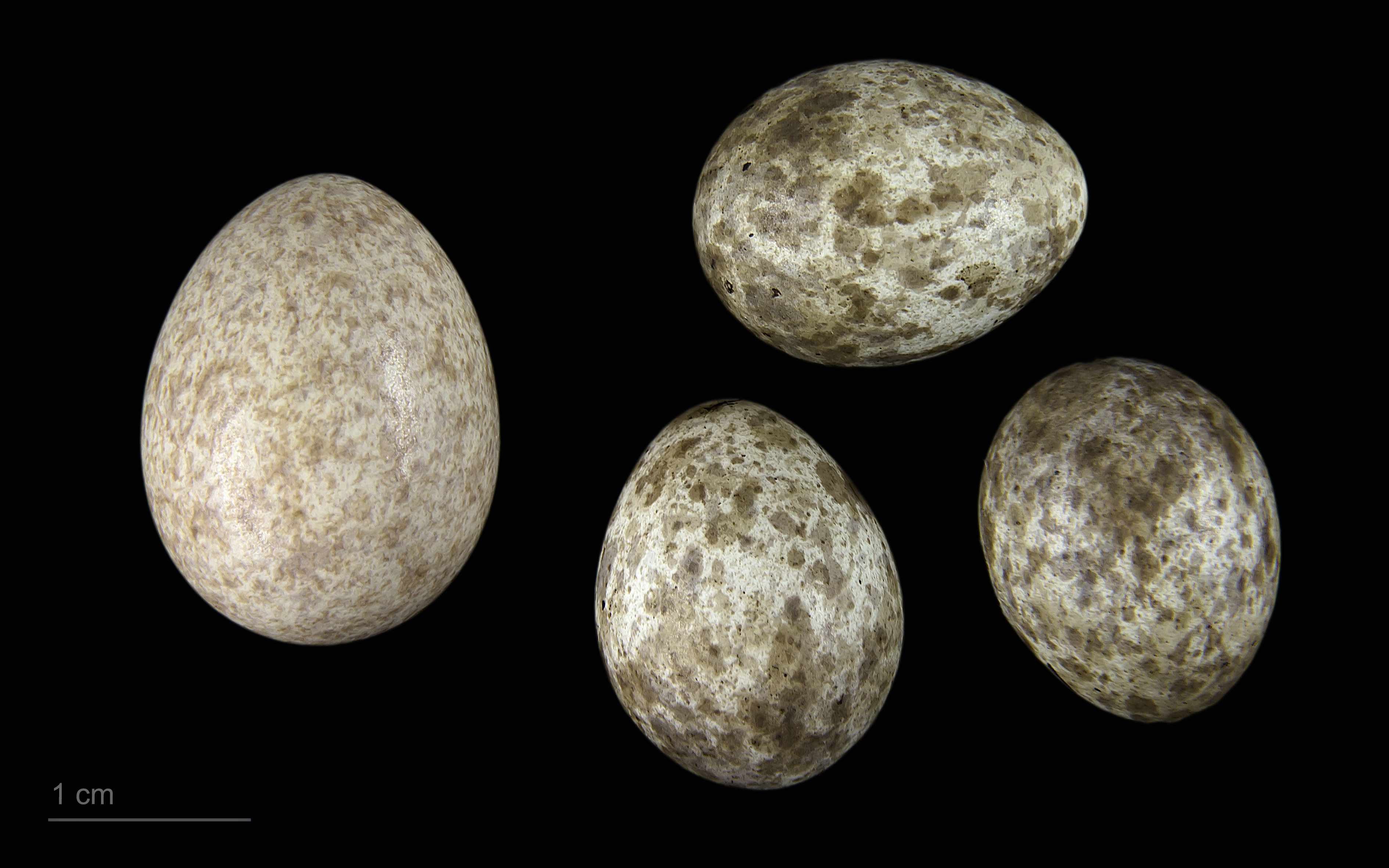
卵 Cuculus canorus canorus 在巢中 Acrocephalus scirpaceus

芦苇莺（学名：Acrocephalus scirpaceus）又称芦莺，为鶲科苇莺属的鸟类。该物种在西欧至西亚的广大地区都有分布，其模式产地在西欧的阿尔萨斯。冬季时迁徙至撒哈拉以南非洲越冬。

## 亚种
- 芦苇莺西方亚种（学名：Acrocephalus scirpaceus fuscus）。在中国大陆，分布于江苏等地。该物种的模式产地在阿拉伯半岛北部。[2]

## 文化
音樂家奧立佛·梅湘創作的鋼琴獨奏曲集《鳥類圖誌》中的第7曲以蘆葦鶯為題。